# Rosa banksiae
Rosa banksiae is een ramblerroos met witte of gele bloemen die inheems is in centraal en westelijk China, in de provincies Gansu, Guizhou, Henan, Hubei, Jiangsu, Sichuan en Yunnan. De roos komt op een hoogte van 500 tot 2200 meter boven zeeniveau wild voor, maar wordt in China ook op grote schaal geteeld. R. banksiae werd voor het eerst beschreven en gepubliceerd in 1811 door William Townsend Aiton in Hortus Kewensis, editie 2, vol. 3 op pagina 258. Ze werd genoemd naar Dorothea Lady Banks, echtgenote van de Britse botanicus Joseph Banks, de toenmalige directeur van Kew Gardens.

## Beschrijving
Rosa banksiae is een krachtig groeiende struik die meer dan 6 m hoog kan worden. In tegenstelling tot de meeste rozen is ze vrijwel doornloos, hoewel zij enkele tot 5 mm lange doornen kan hebben, vooral op sterk uitlopende takken. 
De bladeren zijn groenblijvend, 4–6 cm lang, met drie tot vijf (zelden zeven) 2–5 cm lange blaadjes met een gezaagde rand. De bloemen zijn klein, 1,5-2,5 cm in diameter, wit of lichtgeel, enkel of dubbel. Van alle rozen is zij een van de eerste die bloeit, de bloeiperiode valt in het voorjaar. Ze bloeit maar één keer. Alle banksiae-rozen hebben een viooltjesgeur die in verschillende mate varieert. R. banksiae groeit in warme, droge gebieden, ook op schrale grond. In België en Nederland is R. banksiae niet winterhard.

## Variëteiten en vormen vanR. banksiae
Van R. banksiae bestaan twee variëteiten met elk een tweede vorm:
- R. banksiae var. normalis, de wilde variëteit met enkele witte bloemen,[3]
- R. banksiae var. normalis f. lutescens (R. banksiae f. lutescens), dito met enkele gele bloemen,
- R. banksiae var. banksiae, de gecultiveerde variëteit met gevulde witte bloemen.[4]
- R. banksiae var. banksiae f. lutea (R. banksiae var. lutea), dito met gevulde gele bloemen.

### Rosa banksiaevar.normalis
Rosa banksiae var. normalis is de banksiae-roos die in het wild voorkomt in China. Ze heeft enkelvoudige, witte bloemen met opvallende bloemblaadjes en lange meeldraden. Ze ruiken soms meer, soms minder naar viooltjes. De plant heeft gehaakte stekels en is wijdverspreid in China, van Gansu tot Yunnan. Ze groeit op steile rotshellingen of in landbouwgebieden in hagen. Rosa banksiae var. normalis werd voor het eerst in het wild beschreven 
door de Ierse botanicus en plantenverzamelaar Augustine Henry in 1902, bijna honderd jaar na de introductie van de dubbelbloemige vorm in Groot-Brittannië.

### Rosa banksiaef.lutescens
Rosa banksiae f. lutescens is een vorm van Rosa banksiae var. normalis en komt in China eveneens in het wild voor. Ze heeft iets grotere, kanariegele bloemen die ook enkelvoudig zijn. De gele kleur is mogelijk afkomstig van een gecultiveerde vorm van R. chinensis.

### Rosa banksiaevar.banksiae
Rosa banksiae var. banksiae was een reeds in China gekweekte tuinroos, die in 1807 door de Engelsman William Kerr in opdracht van de Royal Society naar Engeland werd gebracht. Hij had ze ontdekt in een tuin in Kanton. De bloemen zijn klein (iets meer dan 1 cm in diameter), wit en sterk dubbel. Ze ruiken intens naar viooltjes. Rosa banksiae var. banksiae is ook bekend als Rosa banksiae 'Alba-Plena'.

### Rosa banksiaevar.lutea
Rosa banksiae var. lutea is een vorm van Rosa banksiae var. banksiae. Ze heeft gele bloemen, die ook dubbel zijn. Ze werd verzameld in Nankin in 1824 door John Parks, in opdracht van de 
London Horticultural Society. De bloemen zijn klein (1-1,5 cm in diameter) en bloeien in grote trossen. De geur is matig. Ze bloeit uitbundiger als Rosa banksiae var banksiae en verdraagt meer vorst, maar groeit niet zo krachtig.

## Cultivars vanR. banksiae
R. banksiae wordt waarschijnlijk al honderden jaren in Chinese tuinen gekweekt. Hybriden van banksiae-rozen met westerse rozen komen niet vaak voor. De volgende cultivars zijn bekend:

### Rosa'Anemonaeflora'
'Anemonaeflora' werd in 1844 in China ontdekt door de Britse botanicus Robert Fortune. Deze hybride is ofwel in China gekweekt vóór 1844, of misschien een natuurlijke hybride van R. banksia en R. moschata. De roos heeft grote trossen zeer kleine (diameter 1 cm) en zeer gevulde bloemen die lichtroze zijn en naar wit verkleuren.

### Rosa'Fortuniana'
'Fortuniana' heeft dubbele, witte bloemen en komt in veel Chinese tuinen voor. De bloemen zijn groter dan die van de andere banksiae-rozen. De cultivar werd in 1850 door John Lindley genoemd naar de Britse botanicus Robert Fortune
die de roos in China had ontdekt. 'Fortuniana' wordt vaak gebruikt als onderstam voor het enten van rozen in landen waar hitte, droogte en slechte grond de teelt bemoeilijken.

### Rosa'Ibrido di Castello'
'Ibrido di Castello' is een kruising van Rosa banksiae f. lutescens met de roos 'Lamarque'. Deze banksiae-hybride groeit minder krachtig maar is meer winterhard. De bloemen zijn wit, dubbel, ongeveer 4 centimeter in diameter en sterk geurend. Ze verschijnen afzonderlijk of in kleine trossen van drie bloemen. 'Ibrido di Castello' werd veredeld door de Italiaanse botanicus Attilio Ragionieri uit Castello rond 1920.

### Rosa'Purezza'
'Purezza' is een kruising van Rosa banksiae f. lutescens met een miniatuur theehybride en de enige remonterende banksiae-roos. De bloemen zijn halfgevuld met zuiver witte, losstaande bloemblaadjes en hebben een diameter van 3,5 tot 4 cm. Ze verschijnen in trossen. 'Purezza' werd veredeld door de Italiaanse rozenkweker Quinto Mansuino in 1961.

### Rosa'Banksia Rosea'
'Banksia Rosea' is een kruising van Rosa banksiae var. banksiae met een onbekende roos. Deze roze banksiae-roos werd in 1824 gecreëerd door de Fransman Jean-François Boursault.

## Variëteiten en vormen vanR. banksiae(afbeeldingen)

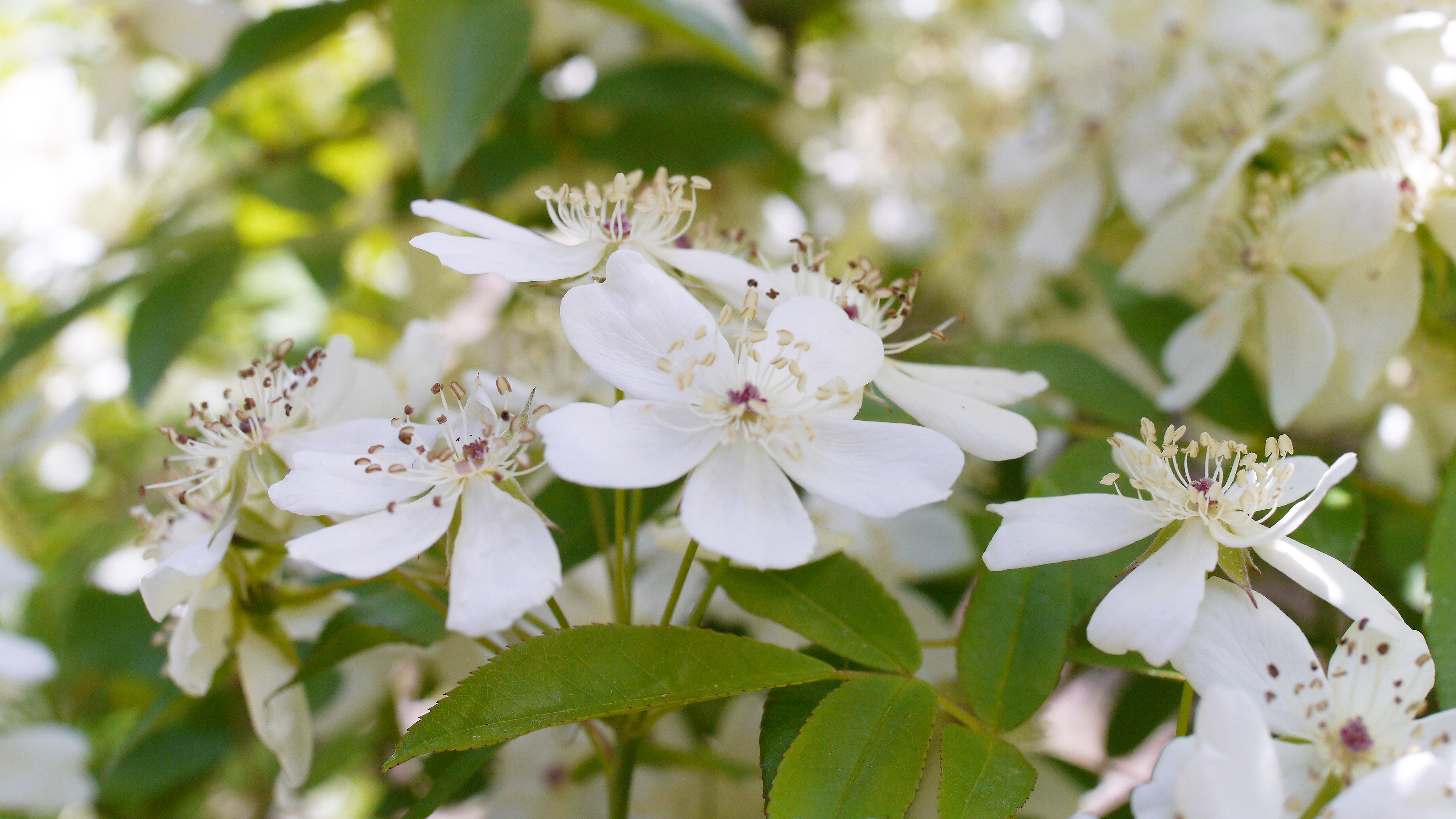
Rosa banksiae var. normalis
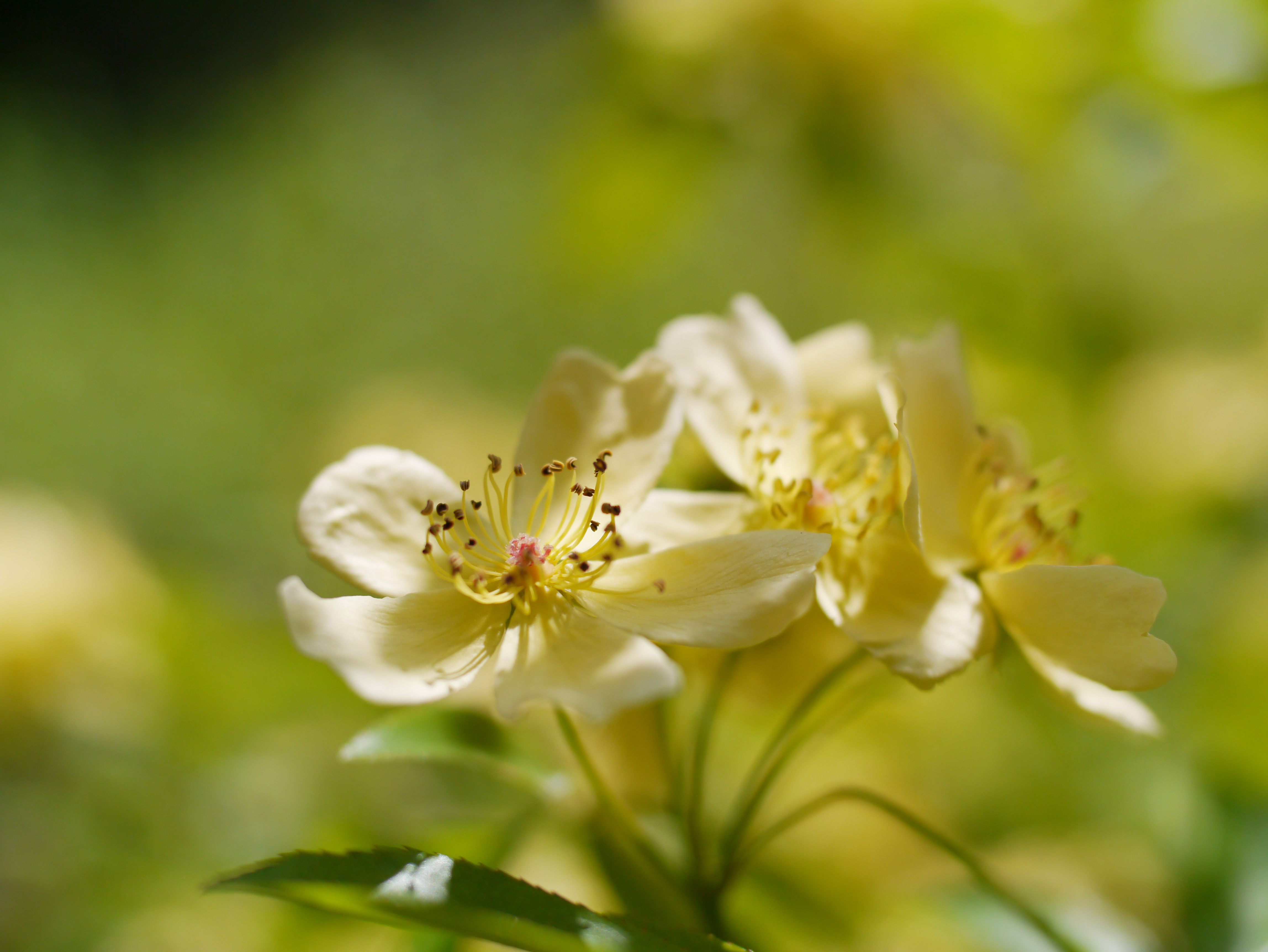
Rosa banksiae f. lutescens
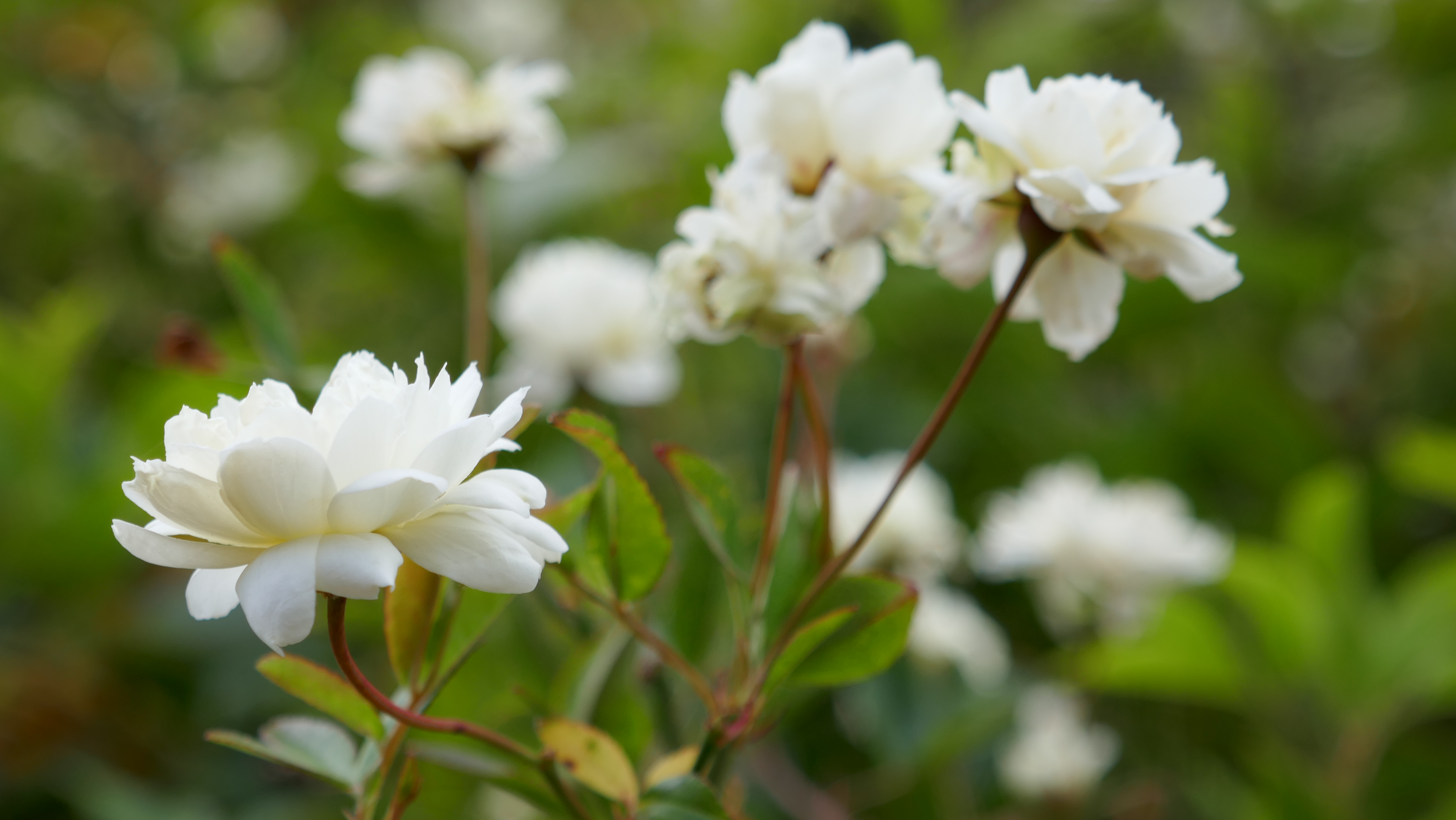
Rosa banksiae var. banksiae
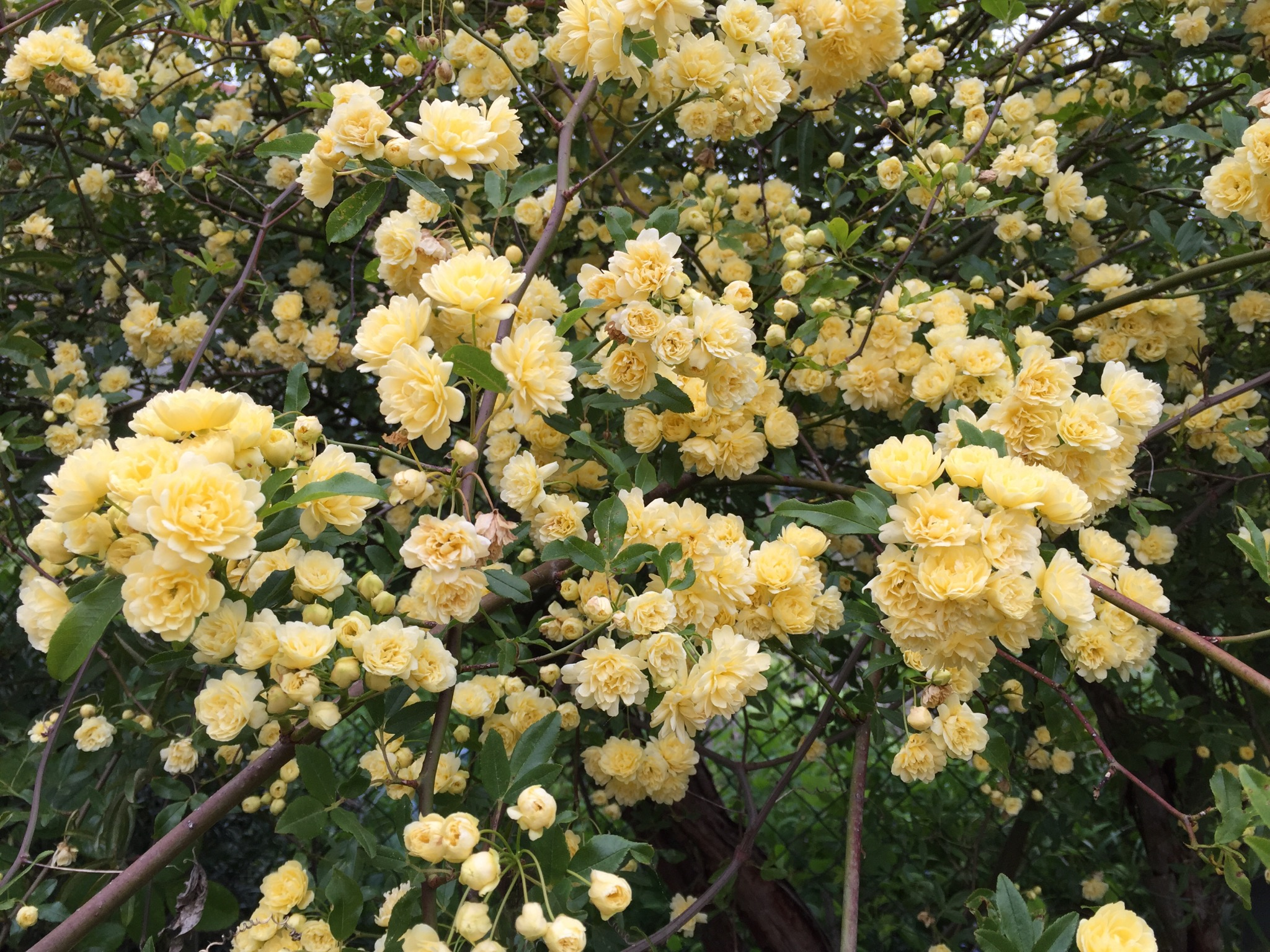
Rosa banksiae var. lutea

## Cultivars vanR. banksiae(afbeeldingen)

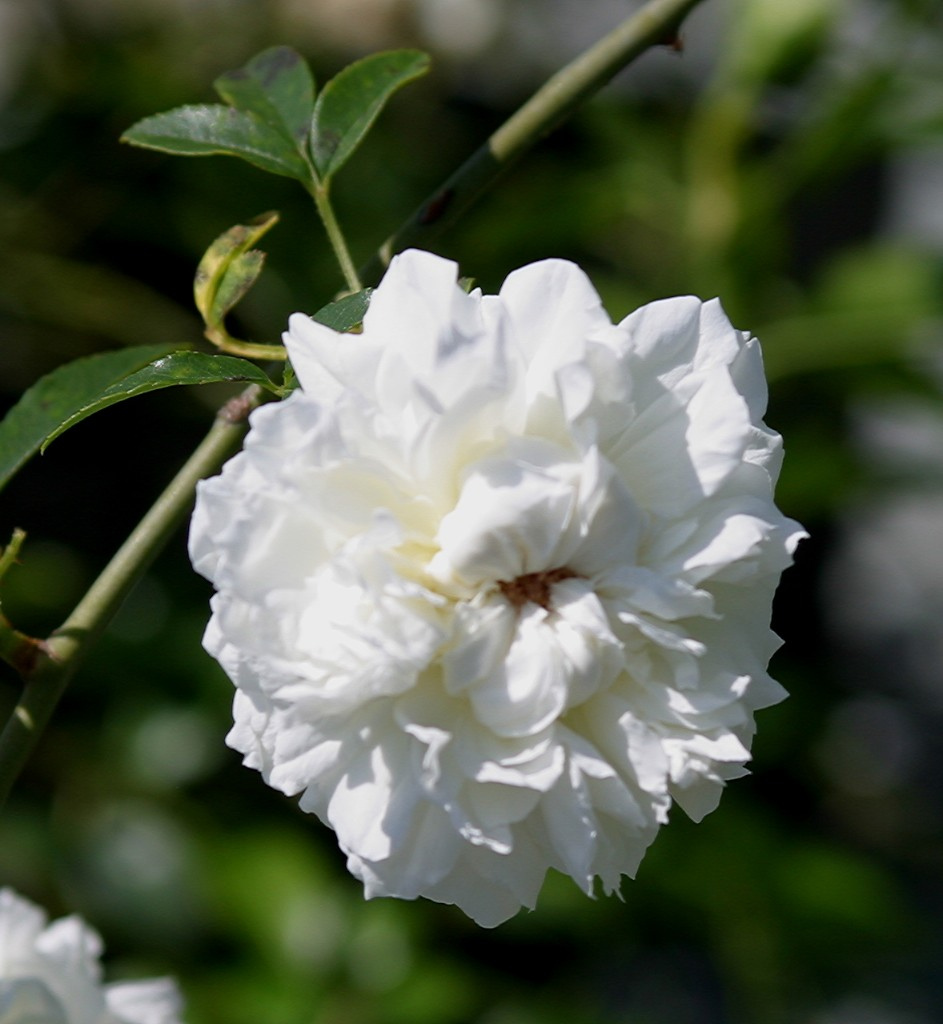
'Fortuniana' (Fortune, 1850)
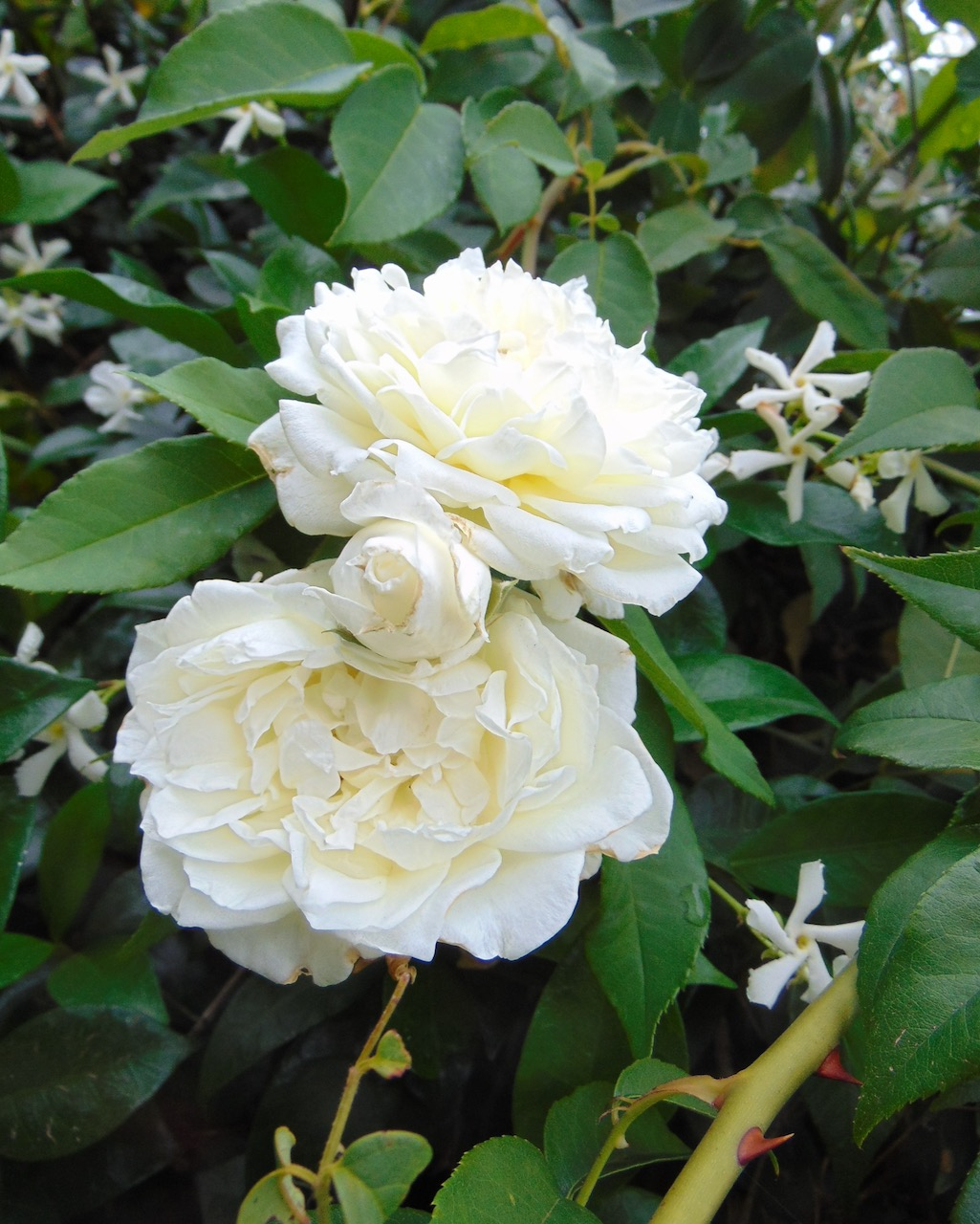
'Ibrido di Castello' (Ragionieri, 1920)
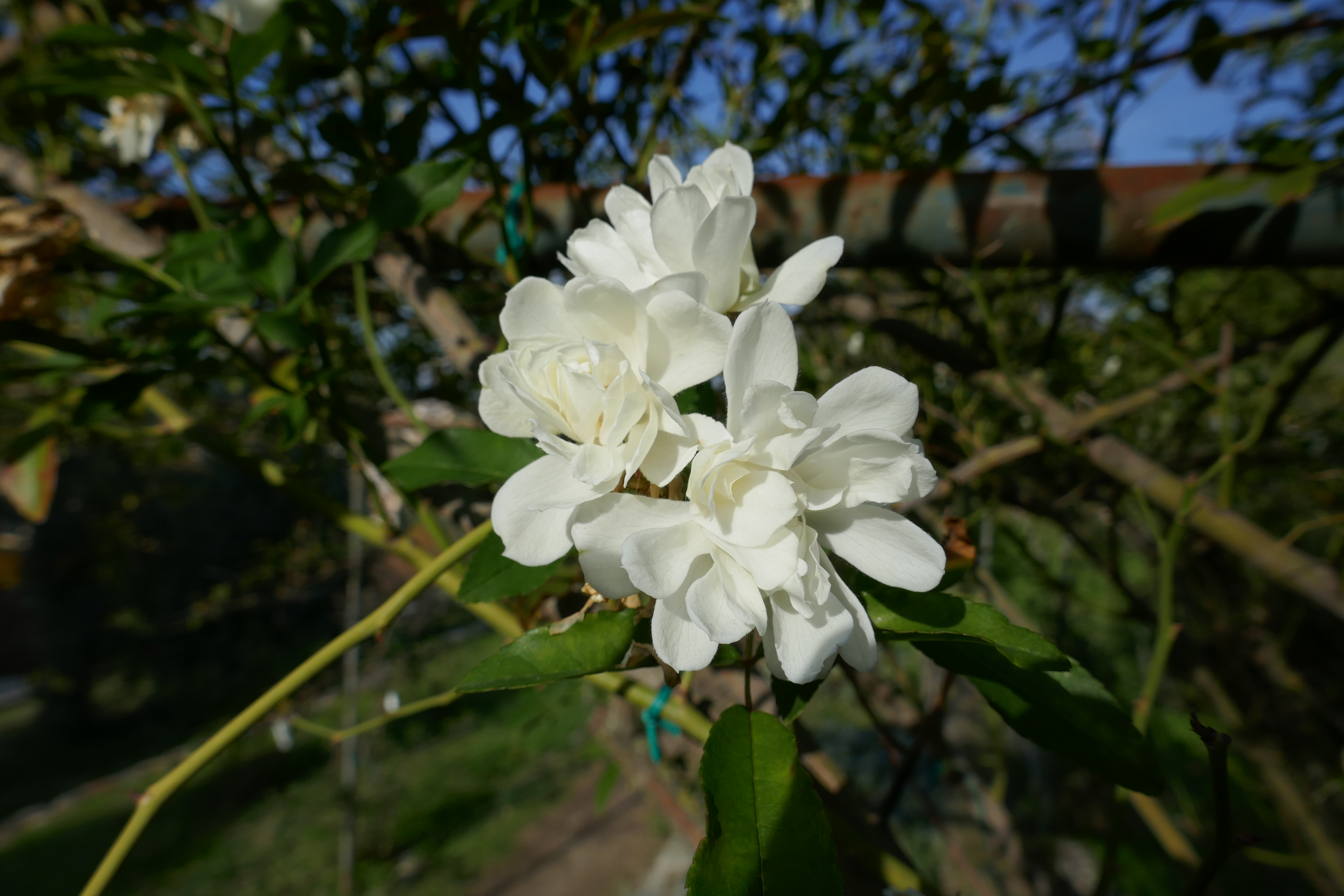
'Purezza' (Mansuino, 1961)
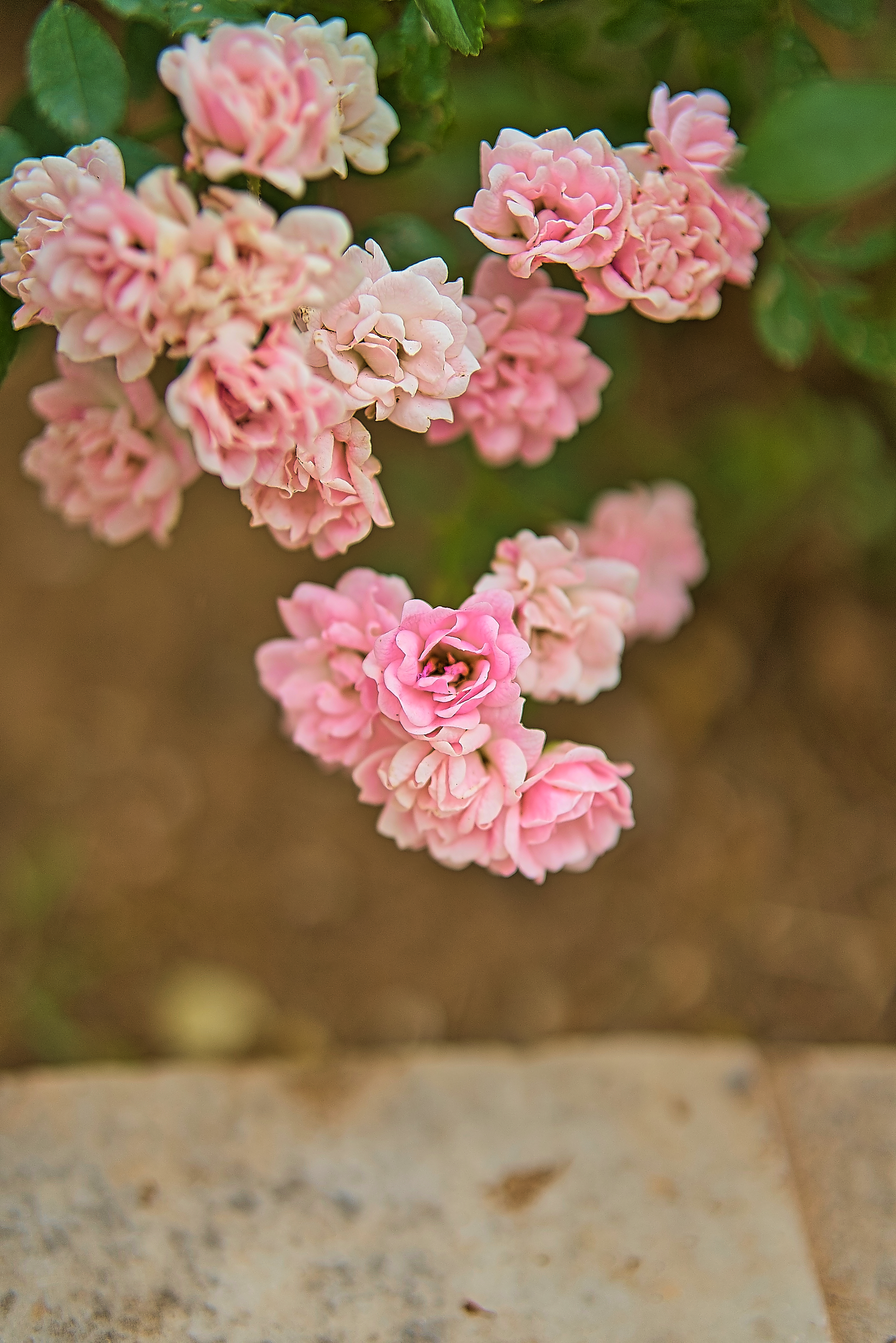
'Banksia Rosea' (Boursault, 1824)